# Ototyphlonemertes cirrula
Ototyphlonemertes cirrula är en djurart som tillhör fylumet slemmaskar, och som beskrevs av Mock och Schmidt 1975. Ototyphlonemertes cirrula ingår i släktet Ototyphlonemertes och familjen Ototyphlonemertidae. Inga underarter finns listade i Catalogue of Life.